# 穆斯林兄弟會
穆斯林兄弟协会（羅馬化：Jamāʿat al-Ikhwān al-Muslimīn），通称穆斯林兄弟会（羅馬化：al-Ikhwān al-Muslimūn），简称穆兄会，是一個以伊斯蘭遜尼派傳統為主而形成的宗教與政治團體。
1928年，穆斯林兄弟會在埃及創立，由一名學校教師哈桑·班納發起。最早只是一個宗教性社会团体，除推行伊斯蘭教信仰外，还设立了教育和医疗机构。自1936年之後，因為反对英帝国在埃及的殖民统治，成為近代伊斯蘭世界最早的政治反對團體。他們所推動的政治運動在伊斯蘭世界形成一股風潮，擴散到許多伊斯蘭國家，許多伊斯蘭國家中的政治反對團體都源自於穆斯林兄弟會。
在2011年阿拉伯之春後，穆斯林兄弟會的影響力曾大幅上升，在埃及取得合法地位，並在2012年以民主選舉的方式獲得埃及政權。然而隔年，這個政權卻在大規模示威後被政變推翻，新政府把穆斯林兄弟會列為恐怖組織，許多擔憂穆斯林兄弟會危及政權的阿拉伯國家紛紛作出相同的認定，包括巴林、利比亚、俄羅斯、敘利亞、沙烏地阿拉伯、和阿拉伯聯合大公國皆將之認定為恐怖組織。相對的，土耳其和卡達出於自身戰略利益考量則為穆斯林兄弟會提供軍事和資金上的支援，導致兩國與沙烏地阿拉伯關係惡化，成為卡達外交危機的導火線之一。
穆斯林兄弟會的目標是讓《古蘭經》與聖行成為伊斯蘭家庭與國家最主要的核心價值。

## 信仰
穆斯林兄弟會是一個富有伊斯蘭色彩的政治組織，他們的信條是：「阿拉是我們的目標，可蘭經是我們的法律，先知是我們的領導，聖戰是我們的道路，為阿拉而死是我們最高的心願。」

## 歷史

### 埃及
1882年，英國出兵埃及。1914年，埃及成為英國的被保護國。1922年，英國名義上承認埃及獨立，但實際上仍然影響著埃及。隨著西方勢力進入埃及，西方文明也跟隨進入埃及，埃及的民族主義與伊斯蘭信仰結合，形成穆斯林兄弟會興起的原因。
穆斯林兄弟會源自於一位出身罕百里教法學派家庭的學者哈桑·班納，他來自馬赫穆迪亞。1927年，哈桑·班納從知識學院中畢業，返回故鄉，在伊斯梅利亚擔任學校教師。哈桑·班納與六名在蘇伊士運河公司工作的友人一同創立了穆斯林兄弟會。最初只是一群保守與傳統的遜尼派信徒所組成的宗教團體，宗旨是「以愛及兄弟情誼來傳播伊斯蘭教」，他們的組織在蘇伊士運河公司的工人中迅速發展。

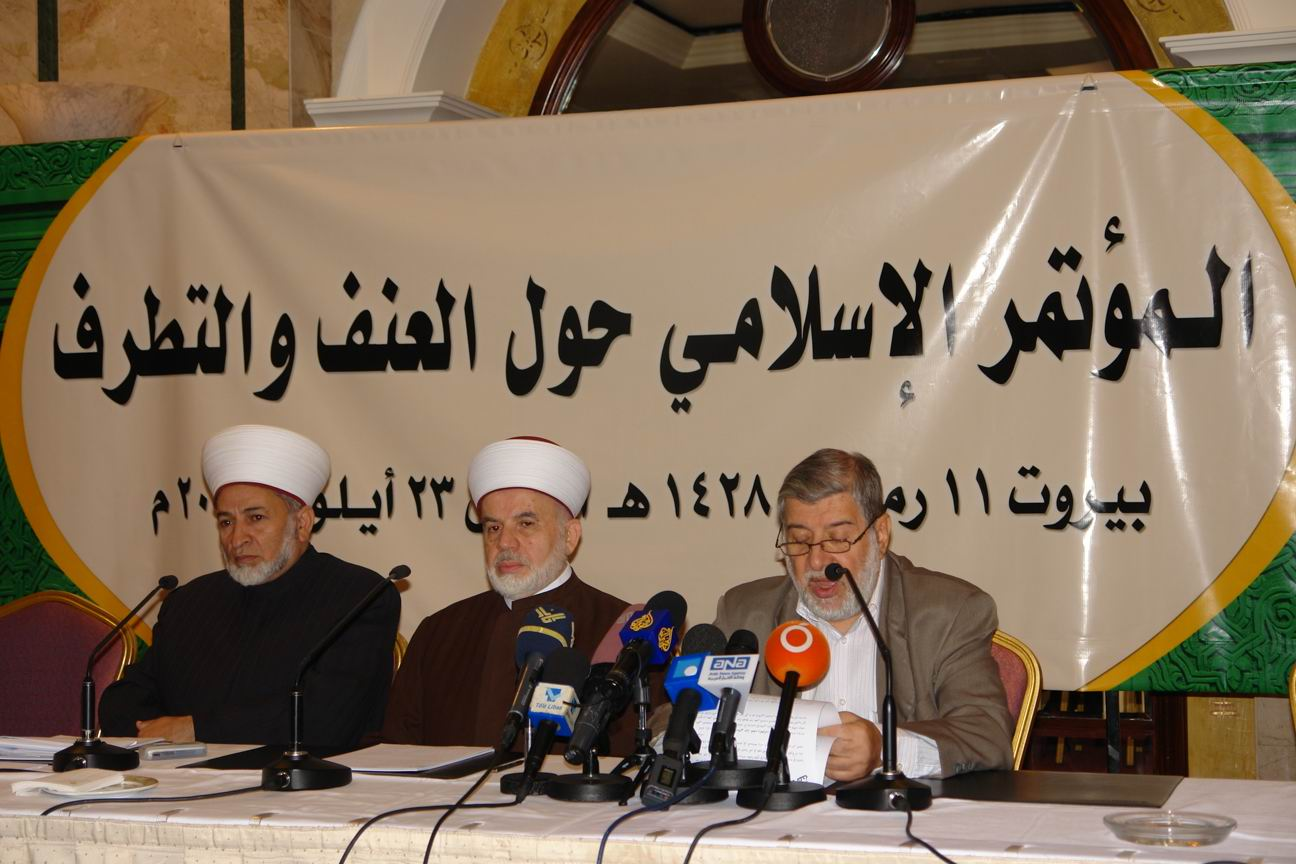
宣布不支持恐怖主義

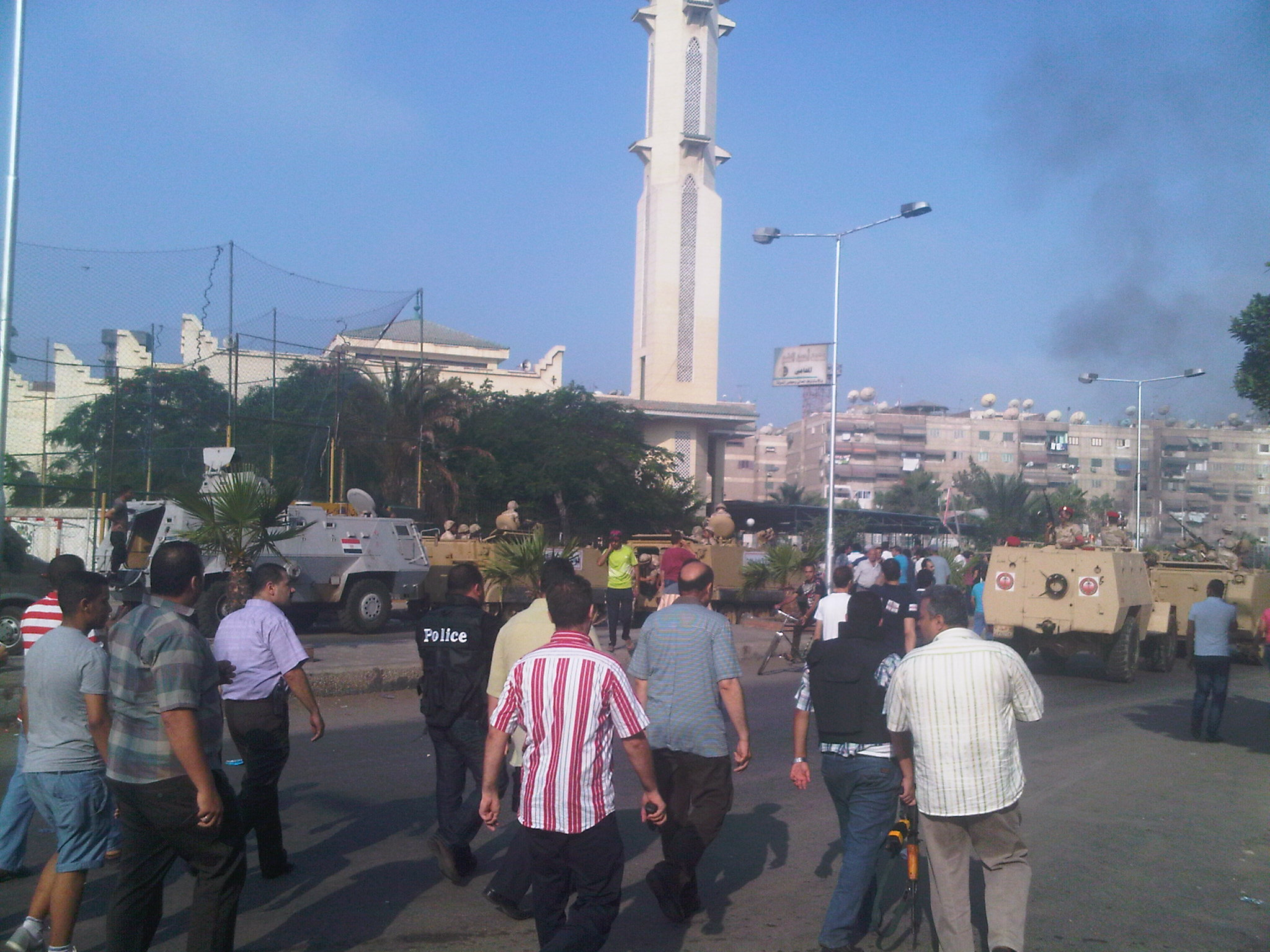
2013年埃及的一次恐怖襲擊，政府指控是穆兄會製造，而穆兄會反指是政府自導自演

1931年，蘇伊士運河公司為穆斯林兄弟會建立第一個清真寺，作為他們宗教集會的場地。1932年，穆斯林兄弟會在開羅建立分會，隨後把總會的會址遷到開羅。1938年，穆斯林兄弟會的分會由最初的15個擴展為300個。1939年，在穆斯林兄弟會全國第五次會議召開時，哈桑·班納宣誓了他們將致力於建立以伊斯蘭信仰為統治核心的目標，穆斯林兄弟會開始成為世俗性的政治團體。當時的埃及國王法鲁克一世以及控制議會的瓦夫德黨都希望拉攏這個新興勢力來牽制對方，穆斯林兄弟會利用這個時機快速壯大。
1948年11月，在發生數次爆炸事件及衝突事件後，埃及政府正式宣告穆斯林兄弟會為非法組織，逮捕了其中多名成員。
1952年，開羅大火災，穆斯林兄弟會的成員被政府指控是元兇。1952年7月，埃及發生七月革命，自由軍官推翻了法魯克王朝，埃及成為共和國，穆斯林兄弟會成為合法組織。1954年，埃及發生政變，穆罕默德·纳吉布被推翻，支持納吉布的穆斯林兄弟會再度成為埃及政府的敵人，贾迈勒·阿卜杜-纳赛尔指控穆斯林兄弟會企圖暗殺他。
2013年12月24日，埃及代蓋赫利耶發生炸彈襲擊，过渡政府总理哈齊姆·貝卜拉維当天宣佈穆斯林兄弟会为恐怖组织。不過穆斯林兄弟會也譴責這起炸彈攻擊，聲明提到：「穆斯林兄弟會認為這起行為是對埃及全體人民的直接攻擊，要求立即展開調查，以將罪犯繩之以法。」分析家表示，可能是更激進的伊斯蘭主義者所為。

## 外部連結
- Founder of the Muslim Brotherhood. （阿拉伯文）
- The Syrian Brotherhood's page. （页面存档备份，存于） （阿拉伯文）
- The Jordanian Brotherhood's official page. （阿拉伯文）
- The Iraqi Islamic Party. （阿拉伯文）
- Hasan al-Turabi homepage. （页面存档备份，存于） （英文）（阿拉伯文）
- Kurdish Islamic Union. （页面存档备份，存于） （庫爾德文）（英文）（阿拉伯文）
- Ikhwan Online （页面存档备份，存于） official site （阿拉伯文）
- Ikhwan Web （页面存档备份，存于） official site （英文）
- Profile: Egypt's Muslim Brotherhood （页面存档备份，存于）, Al Jazeera English, February 6, 2011
- The Muslim Brotherhood Uncovered （页面存档备份，存于）, Jack Shenker and Brian Whitaker, 衛報, February 8, 2011
- The Nazi Roots of Today's Jihad （页面存档备份，存于）
- 背景资料：埃及穆斯林兄弟会 （页面存档备份，存于）, 新华网 2013年9月24日
- 成也暴力败也暴力的穆兄会 （页面存档备份，存于）, 新京报 2013年8月21日
- 穆斯林兄弟会的前世今生 （页面存档备份，存于）, 新京报网 2013-08-27